# Biserica de lemn din Perișani

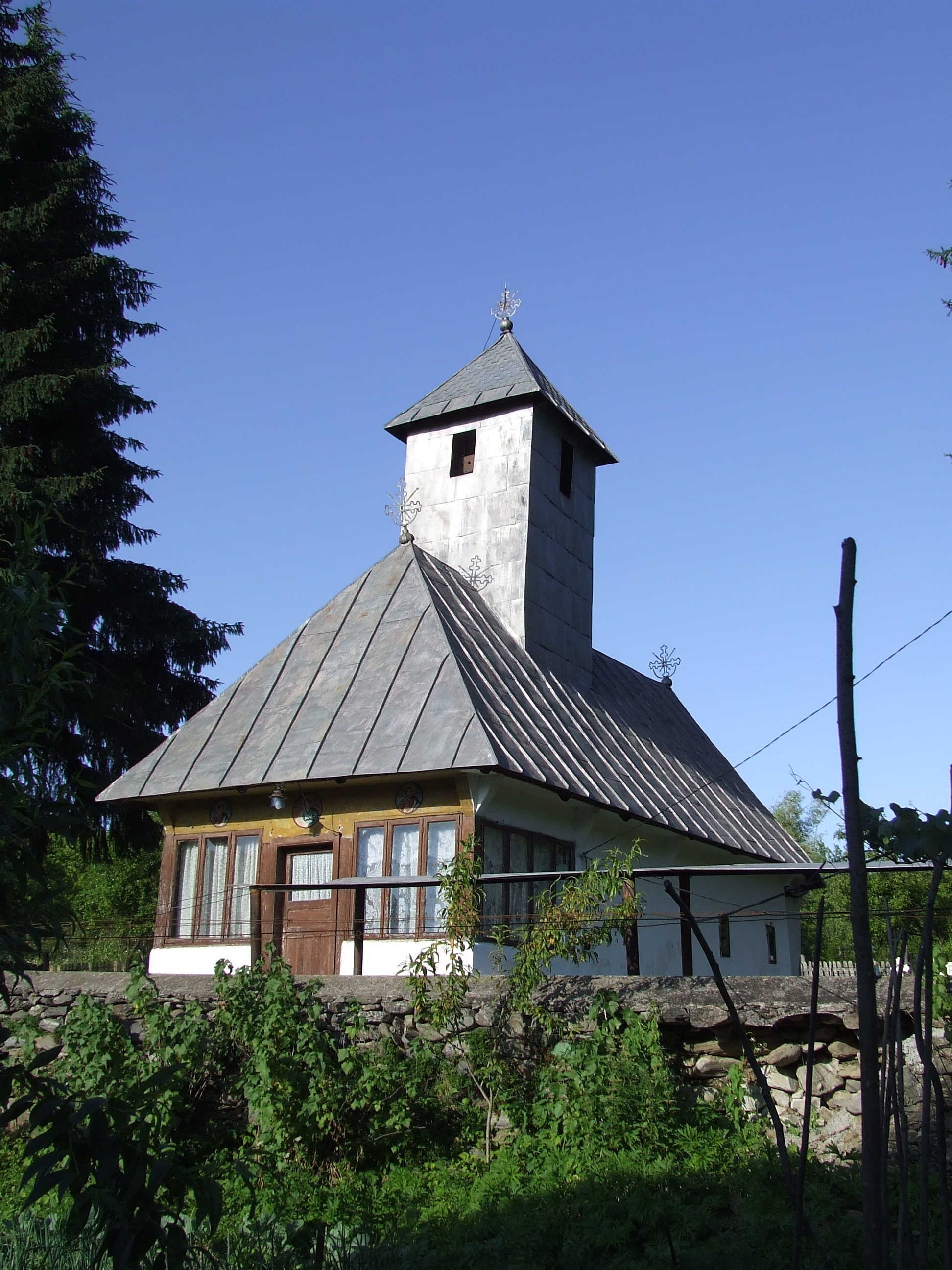
Biserica de lemn din Perișani,foto: 2009

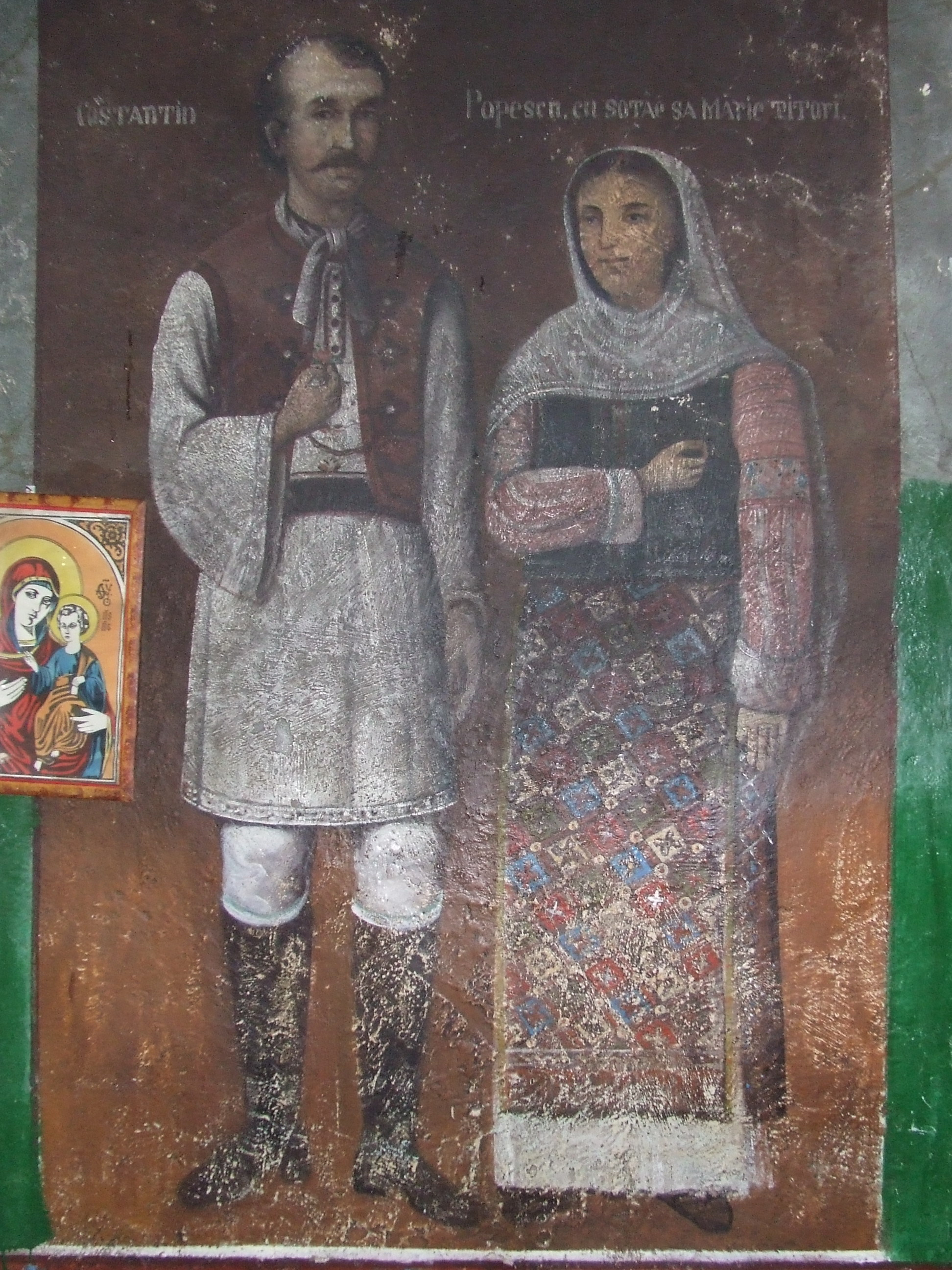
Pictură în pronaos. Portretul ctitorilor. Foto: 2009

Biserica de lemn din Perișani este una din bisericile de lemn monumente istorice din județul Vâlcea (cod LMI VL-II-m-B-09868).